# Arifrone di Sicione
Arifrone di Sicione (Sicione, V secolo a.C. – ...) è stato un poeta greco antico.

## Biografia
Nato a Sicione, Arifrone fu autore di un celebre inno a Igea, citatissimo dagli scrittori greci:
possa io stare per tutta la mia vita e tu con me con animo ben disposto.

Se, infatti, v’è qualche gioia nei soldi o nei figli,

o nel potere regio che, per gli uomini, rende simili agli dei, o nell'amore,

di cui andiamo a caccia con le reti nascoste di Afrodite,

o se qualche altro piacere o dalle fatiche

riposo è dato dagli dei,

con te, o Igea beata,

fiorisce e brilla nei sussurri delle Cariti.

Lontano da te, nessuno vive felice.»
(trad. A. D'Andria)
Più propriamente, si tratta di un peana, realmente recitato negli Asklepieia di Epidauro e di Atene: infatti, fu iscritto su stele proprio nell'Asklepieion di Atene e in quello di Epidauro.